# Debbie Scott
Debbie Scott (Victoria, 16 december 1958) is een atleet uit Canada.
Op de Wereldkampioenschappen indooratletiek 1985 in Parijs werd Scott wereldkampioene op de 3000 meter. Ze liep daar met 9.04,99 een nieuw persoonlijk record.
Scott nam driemaal deel aan de Olympische Zomerspelen.
Op de Olympische Zomerspelen van Los Angeles in 1984 nam ze onder haar meisjesnaam Debbie Scott voor Canada deel aan de 1500 meter.
Op de Olympische Zomerspelen van Seoel in 1988 liep ze onder de naam Debbie Bowker op de 1500 en de 3000 meter.
En op de Olympische Zomerspelen van Barcelona in 1992 liep ze enkel de 1500 meter.

## Persoonlijk record
| Onderdeel | Resultaat | Jaar |
| --------- | --------- | ---- |
| 800 m     | 2.08,24   | 1980 |
| 1500 m    | 2.38,30   | 1991 |
| 3000 m    | 8.43,81   | 1988 |

| Onderdeel | Resultaat | Jaar |
| --------- | --------- | ---- |
| 1500 m    | 4.20,4    | 1988 |
| 3000 m    | 9.04,99   | 1985 |

- World Athletics: 14344087
- Library of Congress Control Number: n00095823
- Virtual International Authority File: 70165383
- WorldCat: E39PBJj4wRrYD3VpWdkjfWYQMP